# Pseudoscolopia polyantha
Pseudoscolopia polyantha är en videväxtart som beskrevs av Ernest Friedrich Gilg. Pseudoscolopia polyantha ingår i släktet Pseudoscolopia och familjen videväxter. Inga underarter finns listade i Catalogue of Life.